# Cheiromoniliophora elegans
Cheiromoniliophora elegans är en svampart som beskrevs av Tzean & J.L. Chen 1990. Cheiromoniliophora elegans ingår i släktet Cheiromoniliophora, ordningen Pleosporales, klassen Dothideomycetes, divisionen sporsäcksvampar och riket svampar.   Inga underarter finns listade i Catalogue of Life.